# Indians
"Indians" je singl američkog thrash metal sastava Anthrax, s albuma Among the Living iz 1987. godine. Jedna je od najpoznatijih i najprepoznatiljivih pjesama sastava. 
Pjesma se također nalazi na tri best of kompilacije sastava, te se nalazi na listi pjesama za videoigru Guitar Hero: Warriors of Rock.

## Popis pjesama
| 1. | »Indians« | 5:40 |

| Strana B | Strana B                                         | Strana B | Strana B | Strana B | Strana B | Strana B | Strana B | Strana B | Strana B |
| Br.      | Skladba                                          | Trajanje |          |          |          |          |          |          |          |
| -------- | ------------------------------------------------ | -------- | -------- | -------- | -------- | -------- | -------- | -------- | -------- |
| 2.       | »Sabbath Bloody Sabbath« (obrada Black Sabbatha) | 05:48    |          |          |          |          |          |          |          |
| 3.       | »Taint«                                          | 0:11     |          |          |          |          |          |          |          |
| 11:40    |                                                  |          |          |          |          |          |          |          |          |

## Glazbeni video
Glazbeni video za pjesmu prikazuje sastav kako izvodi pjesmu. Pjesma je također minutu skraćena za singl, pa tako i za glazbeni video.

## Zasluge
- Joey Belladonna – vokali
- Scott Ian – ritam gitara
- Dan Spitz – gitara
- Frank Bello – bas-gitara
- Charlie Benante – bubnjevi